# Хриса
Вижте пояснителната страница за други значения на Хриса.
Хриса (на гръцки: Χρύση) e древногръцко име, в древногръцката митология е любима на Арес и от него майка на Флегий. На нейно име е кръстен митологически остров, намиращ се в близост до Троя.